# Colóquio de Poissy
O Colóquio de Poissy foi uma conferência religiosa que teve lugar em Poissy, França, em 1561. Seu objetivo era efetuar uma reconciliação entre católicos e protestantes (huguenotes) da França.
A conferência foi aberta em 9 de setembro no refeitório do convento de Poissy, o rei da França (de 11 anos) mesmo estando presente. Ela terminou inconclusiva um mês depois, em 9 de outubro, pelo qual ponto a divisão entre as doutrinas apareceu irreconciliáveis.

## Antecedentes

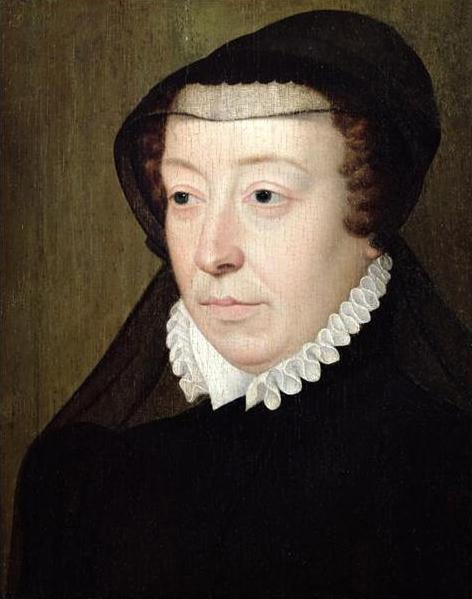
Catarina de Médici

A facção calvinista na França, embora menos do que meio milhão em números, era forte e vocal, sob a orientação de vários príncipes de sangue real e membros da alta nobreza. A disseminação do protestantismo e da aplicação de seu princípio fundamental de julgamento privado produzido diferenças profundas na crença. Para curar estes e assim trazer a unidade, a conferência foi realizada em Weimar em 1560, entre os luteranos Viktor Striegel (1524-1569) e Matthias Flacius, em livre-arbítrio.
A conferência de Poissy foi criada por Catarina de Médici, a católica florentina, rainha-mãe e regente durante a menoridade de seu filho, Carlos IX de França, com o apoio do chanceler Michel de l'Hôpital e o tenente-general do reino, Antônio de Navarra. Os chefes do partido católico tentaram frustrar qualquer tipo de negociação.
A desafeição com a Santa Sé havia paralisado a atividade católica francesa. O Concílio de Trento, um concílio geral, estava em sessão sob a presidência do Papa Pio IV, mas as vozes foram ouvidas, mesmo entre os bispos franceses, defendendo a convocação de um concílio nacional separado. Em vez disso, Catarina e seus assessores escolheram uma conferência religiosa sob a direção do poder civil. O Papa tentou impedir, o que, dadas as circunstâncias teve que ser interpretado por católicos como, a despeito de sua autoridade eclesiástica.

## Comparecimento
O Papa enviou como legado papal Hipólito d'Este, conhecido como o Cardeal de Ferrara, com Diego Laynez, o segundo Superior Geral dos jesuítas, como seu conselheiro, para dissuadir o regente e os bispos. Mas o caso tinha ido longe demais. Na conferência, seis cardeais franceses e trinta e oito arcebispos e bispos, com uma série de prelados menores e médicos, passaram um mês em discussões com os calvinistas. Teodoro de Beza de Genebra e Pietro Martire Vermigli de Zurique apareceram no colóquio; os teólogos alemães a quem convites haviam sido despachados só chegaram em Paris após a discussão ser interrompida. Beza foi assistido por Nicolas des Gallars, que escreveu um relatório da conferência, por Edmundo Grindal, então bispo de Londres, onde de Gallars atualmente tinha uma igreja.

## Procedimento
Em 9 de setembro os representantes das denominações rivais começaram suas alegações. O processo foi aberto por um discurso do chanceler L'Hôpital, que enfatizou o direito e o dever do monarca em suprir as necessidades da Igreja. Mesmo que um conselho geral fosse em sessão, um colóquio entre franceses convocado pelo rei era o melhor meio de resolver disputas religiosas, um conselho geral, sendo na sua maioria composta de estrangeiros, foi considerado incapaz de compreender os desejos e as necessidades da França.
O porta-voz da Igreja Reformada era Beza, que, na primeira sessão, fez uma longa exposição de seus princípios. O discurso de Beza explicou os princípios do entendimento Reformado da Eucaristia; que foi posteriormente revista e emendada, e publicada na França. Ele exaltou tal repugnância por seus pronunciamentos sobre a comunhão que foi interrompido pelo cardeal François de Tournon.
Carlos, Cardeal de Lorena respondeu na segunda sessão (16 de setembro). Sobre o movimento, no entanto, de Hipólito d'Este, o legado, com exceção foi levado para a prossecução das negociações em um conclave completo, e de uma comissão de vinte e quatro, doze representantes de cada partido, foi nomeado ostensivamente para facilitar uma satisfatória decisão. Do lado católico, existia pouco desejo de conciliação.
O jesuíta Laynez em seguida, alegou que o juiz divinamente nomeou as controvérsias religiosas foi o Papa, não a Corte da França. O acrimonio com o qual ele se opôs aos protestantes, pelo menos, esclareceu a situação.
Catarina nomeou uma comissão menor de cinco calvinistas e cinco católicos romanos. Sua tarefa era encontrar uma fórmula em que as duas igrejas pudessem se unir com relação à questão da Eucaristia. O Cardeal de Lorraine tinha perguntado se os calvinistas estavam preparados para assinar a Confissão de Augsburgo, uma questão de discórdia entre eles e os protestantes luteranos. A comissão elaborou uma fórmula vaga que poderia ser interpretada por um sentido católico ou calvinista, e foi, portanto, condenado por ambas as partes. A assembléia de prelados se recusou a aprovação, e os calvinistas não se inscreveram para a Confissão Luterana.

## Outras conferências
Posteriormente, foram realizadas reuniões em Altenburg (20 de outubro de 1568 - 09 de março de 1569), entre os teólogos Jena e os de Wittenberg, no livre-arbítrio e justificação; e em Montbéliard (1586) entre Beza e os teólogos Tubinga, na predestinação.